# Ибредское сельское поселение
И́бредское се́льское поселе́ние — муниципальное образование в Шиловском районе Рязанской области Российской Федерации. Административный центр — деревня Ибредь.

## Географическое положение
Территория Ибредского сельского поселения расположена в юго-западной части Шиловского муниципального района. Ибредское сельское поселение граничит на севере — с Шиловским городским поселением, на востоке — с Желудёвским сельским поселением, на юге — с Березниковским сельским поселением (Сапожковский район), на западе — с Краснохолмским и Задубровским сельскими поселениями.
Площадь Ибредского сельского поселения — 51,90 кв. км.

## Климат и природные ресурсы
Климат Ибредского сельского поселения умеренно континентальный с умеренно-холодной зимой и теплым летом. Осадки в течение года распределяются неравномерно.
Водные ресурсы представлены наличием реки Ибреды, озера Борьба и пруда Красивый.
Почвы на территории поселения серые лесные, суглинистые. Лесов на территории поселения нет.

## История
Образовано в результате муниципальной реформы 2006 г. на территории Сасыкинского сельского округа (центр Сасыкино) — с возложением административного управления на деревню Ибредь.

## Население
| 2010  | 2012  | 2013  | 2014  | 2015  | 2016  | 2017  |
| ----- | ----- | ----- | ----- | ----- | ----- | ----- |
| 1793  | ↘1784 | ↘1774 | ↘1739 | ↘1732 | ↘1704 | ↘1680 |
| 2018  | 2019  | 2020  | 2021  |       |       |       |
| ↗1697 | ↘1659 | ↘1643 | ↘1375 |       |       |       |

## Административное устройство
Образование и административное устройство сельского поселения определяются законом Рязанской области от 07.10.2004 № 102-ОЗ.
Границы сельского поселения определяются законом Рязанской области от 28.12.2007 № 240-ОЗ.
В состав сельского поселения входят 2 населённых пункта
| № | Населённый пункт | Тип населённого пункта          | Население |
| - | ---------------- | ------------------------------- | --------- |
| 1 | Ибредь           | деревня, административный центр | ↗575      |
| 2 | Сасыкино         | село                            | ↘1218     |

## Экономика
По данным на 2015/2016 г. на территории Ибредского сельского поселения Шиловского района Рязанской области расположены:
1. ООО «Астон Крахмало-Продукты», крахмало-паточный завод;
2. ОАО «Гелика Финанс», производство асфальтов и битумов;
3. ООО «Ибредское», агропромышленное предприятие.

Реализацию товаров и услуг осуществляют 11 магазинов.

## Социальная инфраструктура
На территории Ибредского сельского поселения действуют: отделение Сбербанка РФ, отделение почтовой связи, 3 фельдшерско-акушерских пункта (ФАПа), Сасыкинская основная общеобразовательная школа (филиал Желудевской СОШ), Сасыкинская начальная общеобразовательная школа-сад (филиал Желудевской СОШ), Дом культуры и библиотека.

## Транспорт
Основные грузо- и пассажироперевозки осуществляются автомобильным транспортом. Через территорию Ибредского сельского поселения проходят автомобильная дорога федерального значения М-5 «Урал»: Москва — Рязань — Пенза — Самара — Уфа — Челябинск; а также автомобильная дорога регионального значения Р125: «Ряжск — Касимов — Нижний Новгород».